# José Luis Rodríguez Alconedo

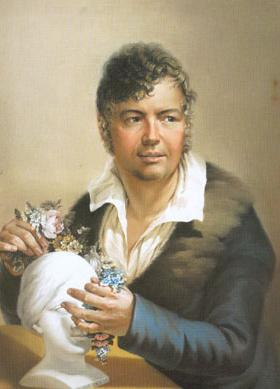
José Luis Rodríguez Alconedo – Selbstporträt

José Luis Rodríguez Alconedo (* 23. Juni 1761 in Atlixco, Puebla; † 1. März 1815 in Apan, Hidalgo) war ein kreolisch-mexikanischer Goldschmied, Maler und Zeichner, der jedoch nur wenige Werke hinterließ.

## Leben
Alconedo wurde als Sohn von José Luis Rodríguez Alconedo und Ignacia Sánchez y Rojas geboren; über den Beruf des Vaters ist nichts bekannt, doch förderten seine Eltern eine Ausbildung zum Goldschmied. Im Alter von 19 Jahren heiratete er Gertrudis de Acuña. Im Jahr 1791 ließ sich die Familie in Mexiko-Stadt nieder, wo er noch im selben Jahr sein Gewerbe anmelden konnte. Einige Jahre später befürwortete Manuel Tolsá seine Aufnahme in die Academia de San Carlos.
Alconedo sympathisierte mit den Idealen der Französischen Revolution, was im Jahr 1803 zu einem Konflikt mit der Kirche führte; er bekannte jedoch seinen „Irrtum“ und erhielt die Absolution. Im Jahr 1808 veranstaltete er jedoch in seinem Haus wiederholte Treffen (tertulias) von politischen und religiösen Freidenkern, bei denen über einen Regierungswechsel und die Unabhängigkeit Mexikos disputiert wurde. Er und sein Bruder wurden verraten und verhaftet. Er selbst wurde nach Spanien deportiert, wo er jedoch die meiste Zeit in Freiheit verbrachte und mehrere Pastell-Porträts schuf, die nach Meinung vieler Kunstgelehrter zu den besten Werken der Malerei Mexikos gehören.
Im Jahr 1811 kehrte er nach Mexiko zurück, wo er mit den Unabhängigkeitskämpfern (insurgentes) sympathisierte und Waffen organisierte. Am 25. September 1814 wurde er in Zacatlán verhaftet und schließlich am 1. März 1815 in Apan füsiliert.

## Werke
Die wenigen (erhaltenen) Werke Alconedos sind nicht signiert; das Selbstporträt trägt auf der Rückseite die von fremder Hand geschriebene Notiz: Retrato del célebre creador Dn José Luis Rodríguez Alconedo pintado por el mismo („Bildnis des berühmten Malers Don José Luis Rodríguez Alconedo, von ihm selbst gemalt“). Der mexikanische Kunsthistoriker Manuel Toussaint (1890–1955) glaubte, in Alconedos Malstil Einflüsse von Goya feststellen zu können.